# Felipe Perrone
Felipe Perrone Rocha (Rio de Janeiro, 27 febbraio 1986) è un pallanuotista brasiliano, naturalizzato spagnolo. È membro del comitato atleti della World Aquatics.

## Carriera
In carriera vanta numerosi titoli, conquistati con le calottine di Barcellona, Pro Recco, Barceloneta e Jug, Dubrovnik, che comprendono diversi campionati e coppe nazionali tra Spagna e Italia, tre Champions League, una Coppa LEN e tre Leghe Adriatiche.
Con la nazionale spagnola ha conquistato un oro, due argenti e tre bronzi mondiali.
A partire dal 2015 abbandona la nazionalità spagnola acquisita per riacquistare quella brasiliana e rispondere così alla convocazione del ct verdeoro Ratko Rudić in vista dei Giochi Olimpici di Rio de Janeiro. Con il Brasile conquista una medaglia di bronzo ai Giochi panamericani ed un argento in World League. Nel 2016 ritorna ad indossare la calottina della Spagna.

## Palmarès

### Club
- Campionato spagnolo: 17

Barcellona: 2003-04, 2004-05
Barceloneta: 2005-06, 2006-07, 2008-09, 2009-10, 2012-13, 2013-14, 2014-15, 2017-18, 2018-19, 2019-20, 2020-21, 2021-22, 2022-23, 2023-24, 2024-25
- Copa del Rey: 16

Barcellona: 2002-03
Barceloneta: 2005-06, 2006-07, 2008-09, 2009-10, 2012-13, 2013-14, 2014-15, 2017-18, 2018-19, 2019-20, 2020-21, 2021-22, 2022-23, 2023-24, 2024-25
- Supercopa de España: 11

Barceloneta: 2006, 2008, 2009, 2013, 2017, 2018, 2019, 2021, 2022, 2023, 2024
- Campionato italiano: 2

Pro Recco: 2010-11, 2011-12
- Coppe Italia: 1

Pro Recco: 2010-11
- Campionato croato: 2

Jug Dubrovnik: 2015-16, 2016-17
- Kup Hrvatske: 2

Jug Dubrovnik: 2015-16, 2016-17
- Coppa dei Campioni/Eurolega: 3

Pro Recco: 2011-12
Barceloneta: 2013-14
Jug Dubrovnik: 2015-16
- Coppe LEN: 1

Barcellona: 2003-04
- Supercoppa LEN: 3

Pro Recco: 2010
Barceloneta: 2014
Jug Dubrovnik: 2016
- Lega Adriatica: 3

Pro Recco: 2011-12
Jug Dubrovnik: 2015-16, 2016-17
- Campionato brasiliano: 1

Fluminense: 2012

## Riconoscimenti
- Total Waterpolo Player Award: 2018
- Pallanuotista dell'anno World Aquatics: 2022